# Phlomis crinita
Las Barbas de macho (Phlomis crinita) es una planta de la familia de las lamiáceas.

## Descripción
Planta con un conjunto de flores amarillo-anaranjadas, apretadas en verticilos a lo largo de tallos de más de medio metro de altos. Tanto estos como las hojas van vestidos de densos pelos argénteo-cremosos que parecen un delicado terciopelo. Bastante parecida a la «Oreja de liebre» (Phlomis lychnitis) con la cual se ha confundido a menudo.

## Distribución y hábitat
Distribución hispano-africana. Se distribuye esporádicamente por lugares montanos de Andalucía y Levante. De porte casi arbustivo prefiere lugares pedregosos y secos, tales como cunetas, cantizales etc.

## Nombres vernáculos
Castellano: barba de macho, barbas de macho, barbas de pastor, cresolera, elástica, mechera, oreja de liebre ancha, oreja de lobo, orejas de liebre, orejicas de fraile, oropesa.